# Поляков, Александр Дмитриевич
Алекса́ндр Дми́триевич Поляко́в (род. 19 апреля 1959) — советский и российский дипломат. Чрезвычайный и полномочный посол (2019).

## Биография
Окончил МГИМО МИД СССР (1981). На дипломатической работе с 1981 года. Владеет английским и венгерским языками.
- В 2000—2004 годах — старший советник, советник-посланник Посольства России в Венгрии.
- С декабря 2004 по июнь 2008 года — заместитель директора Третьего европейского департамента МИД России.
- С 10 июня 2008 по 1 апреля 2013 года — чрезвычайный и полномочный посол России в Нигерии[1][2].
- В 2013—2016 годах — заместитель директора Третьего европейского департамента МИД России, а именно Д. Е. Любинского до августа 2015 года, и С. Ю. Нечаева с августа 2015 года.
- С 3 октября 2016 по 1 сентября 2021 года — чрезвычайный и полномочный посол Российской Федерации в Уганде и в Республике Южный Судан по совместительству[3][4][5].
- В 2022—2024 годах — заместитель директора Департамента Африки МИД России.
- С 14 июня 2024 года — чрезвычайный и полномочный посол Российской Федерации в Руанде[6].

## Дипломатический ранг
- Чрезвычайный и полномочный посланник 2 класса (20 августа 2004)[7].
- Чрезвычайный и полномочный посланник 1 класса (28 апреля 2011)[8].
- Чрезвычайный и полномочный посол (11 июня 2019)[9].